# 奧地利的伊莉莎白 (1554年—1592年)
奧地利的伊莉莎白（德語：Elisabeth von Österreich，1554年7月5日—1592年1月22日），法蘭西王后，神聖羅馬皇帝馬克西米利安二世的女兒。
1570年，伊莉莎白與法國國王查理九世結婚，兩人的獨女瑪麗-伊莉莎白於1572年出生。查理九世去世後，由於法國王位必須由男性繼承，查理九世的弟弟安茹公爵繼位為國王（即亨利三世）。伊莉莎白於1575年離開了法國，回到奧地利。
1580年，伊莉莎白的姐姐、西班牙王后安娜去世。當被問到是否願意與喪偶的姐夫費利佩二世結婚時，伊莉莎白回答：「法國王后不會再婚」（Les Reines de France ne se remarient point）。1592年，伊莉莎白因胸膜炎去世，死後葬在維也納的聖斯德望主教座堂。